# Еміліано Брембілья
Еміліано Брембілья (італ. Emiliano Brembilla, 21 грудня 1978) — італійський плавець.
Призер Олімпійських Ігор 2004 року, учасник 1996, 2000, 2008 років.
Призер Чемпіонату світу з водних видів спорту 1998, 2001 років.
Призер Чемпіонату світу з плавання на короткій воді 2008 року.
Чемпіон Європи з водних видів спорту 1997, 2000, 2002, 2004, 2006, 2008 років, призер 1999 року.
Чемпіон Європи з плавання на короткій воді 1996, 1998, 2001, 2002 років.